# Алкандр
Алкандр (др.-греч. Ἄλκανδρος) — имя ряда персонажей древнегреческой мифологии:
- ликиец, упомянутый в «Илиаде» (убит Одиссеем)[1][2];
- спутник Энея, убитый Турном[3];
- сын Муниха, превратившийся в птицу[4];
- тиран Акраганта, преемник Алкамена[5].